# Felix Stroe
Felix Stroe (n. 25 decembrie 1955, Zorești, România) este un senator român, ales în 2020 din partea PSD. 